# Rodolphe Berger
Rodolphe Berger (4. april 1864 i Wien - 18. juli 1916 i Barcelona) var en østrigsk komponist, der havde hele sin karriere i Frankrig, hvor han boede i årene 1890 - 1914.
Han komponerede især valse for klaver, og musik til komiske operaer og operetter. Hans værker blev typisk udgivet i hæfter og albums med forsider af jugendstil-tidens kunstnere. De er i dag eftertragtede samleobjekter.
Der kendes ca. 50 kompositioner fra hans hånd, men hans produktion har antagelig været større. Kendt er især Amoureuse og Flirtation, der stadig er en del af salonrepertoiret.

## Kompositioner (udvalg)
- Polka des Frou Frou 1899
- Smart 1899
- Souvenir Viennois (vals) 1899
- Pendant le Flirt (vals) 1899
- Loin du Pays 1899
- Amoureuse (vals) 1900
- Nuages Roses 1900
- Jeune fille modern Style 1901
- Joie d'Amour (vals) 1901
- Tout Feu Tout Flamme (polka) 1901
- Bal Blanc (vals) 1901
- Silhouet Anglaise 1901
- Tout Passe (vals) 1902
- L'Amour qui passe (vals) 1903
- Flirtation 1903
- Joyeux Negres (cakewalk) 1903
- Chagrin d'Amour (vals) 1903
- Vertige (vals) 1904
- Pleurez mes Yeux (vals) 1905
- Un peu d'Amour (vals) 1906
- Messalinette (vals) 1906
- Perdition (vals) 1906
- Marche des Soireux 1906
- L'Heure Grise (vals) 1906
- C'était un Soir d'Été 1907
- Rions Toujours ! (wienervals) 1907
- Fruit Défendu (vals) 1907
- Mon Cheri 1909
- Gentile Manon
- Modern Style
- Valse Aimée (vals)
- Petite Annonce (vals)
- Marche des Gamins de Paris
- Colombine
- Comic Polka